# Montataire

Montataire este o comună în departamentul Oise, Franța. În 1 ianuarie 2022 avea o populație de 13.944 de locuitori.